# Українці Тиви
Українці Тиви — особи української національності, що проживають тимчасово або постійно на території Республіки Тива (Російська Федерація).

## Історія
Тривалий час українці не проживали на території Тиви, оскільки протягом століть вона входила до складу Китайської імперії (називалася Урянхкай). Лише після входження Туви (тогочасна назва теперішньої Тиви) у 1944 році до складу Радянського Союзу почалося переселення сюди українців. Втім, воно було переважно насильницьке, оскільки сюди переселяли мешканців Західної України, що підозрювалися у підтримці Української Повстанської армії. Їх селили переважно у віддалених селах, поруч з тивинцями та росіянами. Тому українців у цих краях тривалий час називали «бандерівцями». Іншу частину становили власне упівці, ув'язнені в Тиві. На 1959 року за переписом, українців в республіці становило 1105 осіб.
В 1960—1980-ті роки кількість українців у Тиві зростала повільно. Це були переважно нащадки переселених українців, невеличкий відсоток становили фахівці, що за розпорядженнями оселялися у тивинських містах. На 1989 рік українців було 2208 осіб.
З занепадом та розпадом Радянського Союзу українці почали повертатися до незалежної України або переїздити до європейської частини Росії. На це також вплинуло негативне ставлення місцевого, титульного населення до слов'ян, оскільки у 1990-ті роки набрав рух до самостійності Тиви. До 2002 року залишилося 832 українці.
Чисельність українців і далі знижується. Водночас тривають еміграційні процеси — українці залишають цю частину Росії. Тимчасово проживали в Тиві (до 2014 року) українські проповідники-протестанти, що їздили до Тиви з початку 1990-х років.
У 2010 році відповідно до перепису в Тиві залишалося 493 українці. Деяка кількість українців була перевезена до Тиви після початку російської агресії на Донбасі, проте встановити точну кількість неможливо.

## Організації
Водночас не існує жодної організації, центру або якоїсь спілки українців Тиви, що пов'язано з загальним зросійщенням українців, які залишилися в республіці. Так, Центр російської культури очолює напівукраїнка Віра Лапшакова (по матері Бирько), предки якої були з Полтавської області.